# Лудвиг I (Пфалц-Цвайбрюкен)
Лудвиг I Черния (на немски: Ludwig I von Pfalz-Zweibrücken, der Schwarze; * 1424; † 19 юли 1489, Зимерн) от фамилията Вителсбахи, е граф на Велденц (1444 – 1489), пфалцграф и херцог на Пфалц-Цвайбрюкен (1453 – 1489).

## Живот
Той е четвъртият син на пфалцграф и херцог Стефан (1385 – 1459) и на графиня Анна фон Велденц (1390 – 1439) от Графство Велденц, дъщеря на граф Фридрих III фон Велденц († 16 септември 1444). Баща му е третият син на римско-немския-крал Рупрехт III.
През 1444 г. Лудвиг I и най-големият му брат Фридрих I наследяват дядо си по майчина линия граф Фридрих III фон Велденц. През 1453 г. баща му се оттегля в Майзенхайм и му предава управлението.
Заради тъмната си коса Лудвиг I е наричан Черния. През 1455 г. Лудвиг е грабежен рицар и граби при братовчед си Фридрих I, който го напада и подчинява.
Лудвиг е погребан в княжеската гробница в построената от него дворцова църква в Майзенхайм.

## Фамилия
Лудвиг I се жени на 20 март 1454 г. в Люксембург за Жана (Йохана) (1435 – 1504), дъщеря на Антоан I дьо Крой Велики (1402 – 1475), граф на Порсеан, с която има децата:
- Маргарета (1456 – 1527), ∞ 1470 граф Филип Насау-Висбаден-Идщайн (1412−1509)
- Каспар (1458 – 1527), пфалцграф и херцог на Пфалц-Цвайбрюкен
- Йохана (1459 – 1520), монахиня в манастир Мариенберг при Бопард
- Анна (1461 – 1520), монахиня в Мариенберг
- Александер (1462 – 1514), пфалцграф и херцог на Пфалц-Цвайбрюкен
- Давид (1463 – 1478)
- Албрехт (1464 – 1513), каноник в Страсбург
- Катарина (1465 – 1542), абатиса в Св. Агнес манастир в Трир
- Филип (1467 – 1489), пропст в Кьолн
- Йохан (1468 – 1513), каноник в Страсбург и Кьолн
- Елизабет (1469 – 1500), ∞ 1492 граф Йохан Лудвиг I фон Насау-Саарбрюкен (1472 – 1545)
- Самсон (1474 – 1480)